# Mistrovství světa ve veslování 1983

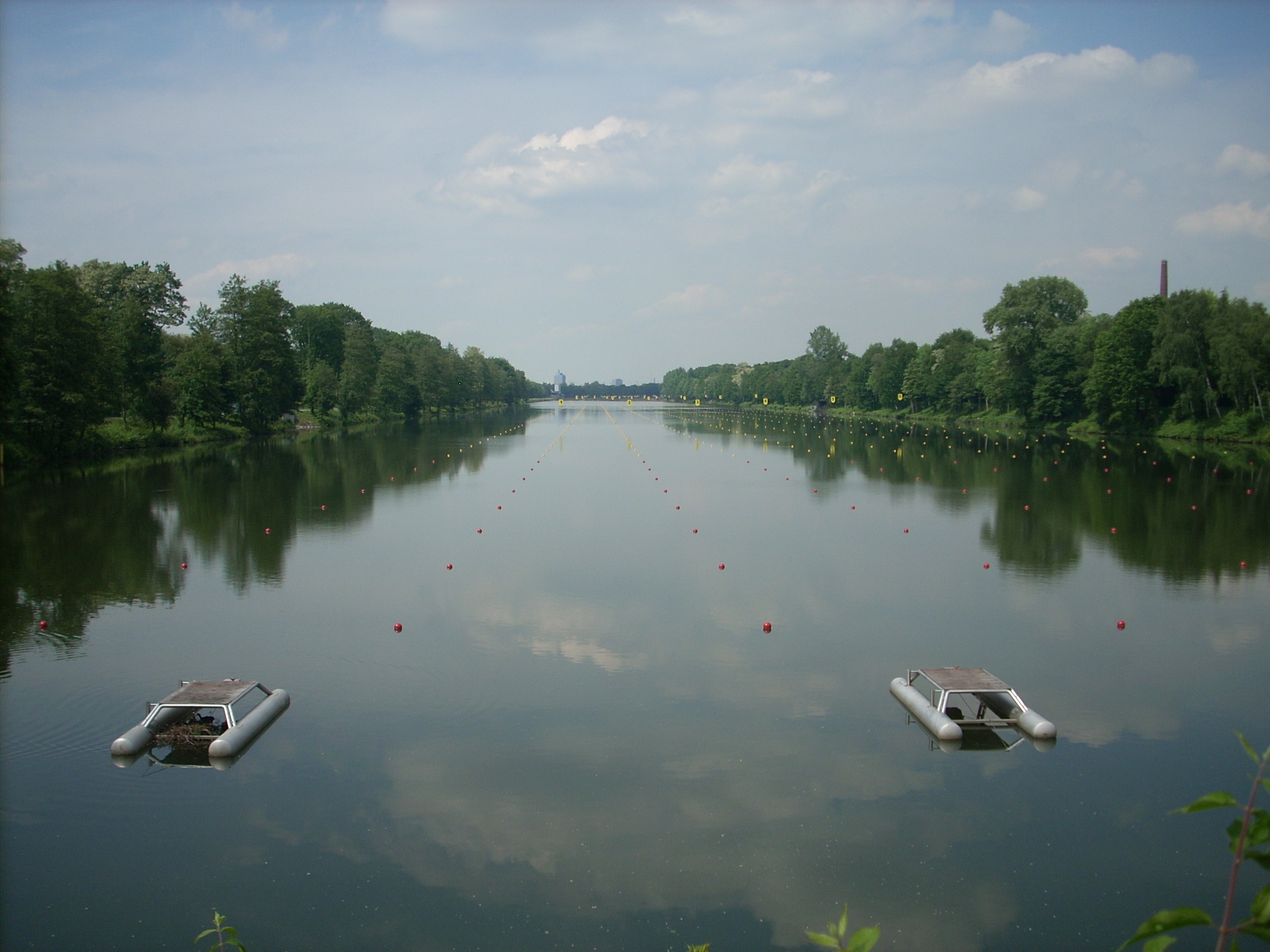
Veslařský kanál Duisburg, dějiště šampionátu

Mistrovství světa ve veslování 1985 se konalo na Veslařském kanále v (západo)německém Duisburgu. Finálové jízdy se jely ve dnech 3. a 4. září 1983.
Každoroční veslařská regata trvající jeden týden je organizována Mezinárodní veslařskou federací (International Rowing Federation; FISA) obvykle na konci léta severní polokoule. V neolympijských letech představuje mistrovství světa vyvrcholení mezinárodního veslařského kalendáře a v roce, jenž předchází  olympijským hrám, představuje jejich hlavní kvalifikační událost. V olympijských letech pak program mistrovství zahrnuje pouze neolympijské disciplíny.
Muži závodili na trati o délce 2000 m, ženy na trati o délce 1000 m.

## Medailové pořadí
| Pořadí | Země                             | Zlato | Stříbro | Bronz | Celkem |
| ------ | -------------------------------- | ----- | ------- | ----- | ------ |
| 1      | Východní Německo                 | 7     | 5       | 1     | 13     |
| 2      | Západní Německo                  | 3     | 0       | 2     | 5      |
| 3      | Sovětský svaz                    | 2     | 5       | 2     | 9      |
| 4      | Španělsko                        | 2     | 0       | 0     | 2      |
| 4      | Nový Zéland                      | 2     | 0       | 0     | 2      |
| 6      | Dánsko                           | 1     | 0       | 2     | 3      |
| 6      | Itálie                           | 1     | 0       | 2     | 3      |
| 8      | Rumunská socialistická republika | 0     | 2       | 1     | 3      |
| 9      | Spojené království               | 0     | 2       | 0     | 2      |
| 10     | USA                              | 0     | 1       | 2     | 3      |
| 11     | Austrálie                        | 0     | 1       | 1     | 2      |
| 11     | Norsko                           | 0     | 1       | 1     | 2      |
| 13     | Francie                          | 0     | 1       | 0     | 1      |
| 14     | Bulharská lidová republika       | 0     | 0       | 1     | 1      |
| 14     | Kanada                           | 0     | 0       | 1     | 1      |
| 14     | Švýcarsko                        | 0     | 0       | 1     | 1      |
| 14     | Švédsko                          | 0     | 0       | 1     | 1      |
| Celkem | Celkem                           | 18    | 18      | 18    | 54     |

## Přehled medailí

### Mužské disciplíny
| Disciplína                      | Zlato | Čas     | Stříbro | Čas     | Bronz | Čas     |
| Skif M1x                        | Západní Německo Peter-Michael Kolbe | 6:49,88 | Východní Německo Uwe Mund | 6:51,70 | USA Christopher Wood | 6:54,30 |
| Dvojskif M2x                    | Východní Německo Thomas Lange Uwe Heppner | 6:20,17 | Norsko Rolf Thorsen Alf Hansen | 6:23,43 | Západní Německo Andreas Schmelz Georg Agrikola                                                                                              | 6:23,63 |
| Párová čtyřka M4x               | Západní Německo Albert Hedderich Raimund Hörmann Dieter Wiedenmann Michael Dürsch | 5:45,97 | Východní Německo Karl-Heinz Bussert Martin Winter Rüdiger Reiche Joachim Dreifke                                                                   | 5:47,87 | Itálie Piero Poli Renato Gaeta Antonio Dell’Aquila Stefano Lari                                                                             | 5:49,79 |
| Dvojka nez kormidelníka M2-     | Východní Německo Carl Ertel Ulf Sauerbrey | 6:35,85 | Sovětský svaz Viktor Pereverzev Gennadij Krjučkin                                                                                                  | 6:37,92 | Norsko Hans-Gunnar Grepperud Magnus Sverre Løken                                                                                            | 6:39,72 |
| Dvojka s kormidelníkem M2+      | Východní Německo Thomas Greiner Ullrich Dießner Andreas Gregor (k) | 6:49,75 | Sovětský svaz Stasis Narušaitis Igor Majstrenko Petr Petrinič (k)                                                                                  | 6:53,23 | Itálie Carmine Abbagnale Giuseppe Abbagnale Giuseppe Di Capua (k)                                                                           | 6:55,45 |
| Čtyřka bez kormidelníka M4-     | Západní Německo Norbert Kesslau Volker Grabow Jörg Puttlitz Guido Grabow | 5:57,02 | Sovětský svaz Nikolaj Pimenov Alexandr Kulagin Jurij Pimenov Žoržs Tikmers                                                                         | 5:57,39 | Švédsko Anders Wilgotson Hans Svensson Lars-Ake Lindqvist Anders Larsson                                                                    | 6:01,54 |
| Čtyřka s kormidelníkem M4+      | Nový Zéland Conrad Robertson Gregory Johnston Keith Trask Leslie O’Connell Brett Hollister (k) | 6:13,89 | Východní Německo Dietmar Schiller Jörg Friedrich Bernd Niesecke Bernd Eichwurzel Klaus-Dieter Ludwig (k)                                           | 6:16,29 | Sovětský svaz Sergej Frolov Jonas Pinskus Jonas Narmontas Vladimir Zemin Vladimir Nižegorodov (k)                                           | 6:16,98 |
| Osma M8+                        | Nový Zéland Mike Stanley Andrew Stevenson David Rodger Roger White-Parsons Christopher White Barrie Mabbott George Keys Nigel Atherfold Andrew Hay (k)                                                                     | 5:34,39 | Východní Německo Klaus Büttner Uwe Gasch Gert Uebeler Karsten Schmeling Ralf Brudel Harald Jährling Jürgen Seyfarth Bernd Höing Hendrik Reiher (k) | 5:35,94 | Austrálie Samuel Patten Bruce Keynes Ian Edmunds David Doyle James Battersby Timothy Willoughby Ion Popa John Quigley Gavin Thredgold (k)   | 5:38,04 |
| Skif LV LM1x                    | Dánsko Bjarne Eltang | 7:07,35 | Spojené království John Melvin | 7:09,84 | Západní Německo Gerd Naujoks | 7:10,08 |
| Dvojskif LV LM2x                | Itálie Francesco Esposito Ruggero Verroca | 6:25,42 | Francie Luc Crispon Thierry Renault | 6:30,73 | Švýcarsko Roland Rosset Pius Z’Rotz | 6:31,92 |
| Čtyřka bez kormidelníka LV LM4- | Španělsko Alberto Molina Castillo Luis María Moreno Perpiñá José María de Marco Pérez Juan María Altuna Muñoa | 6:16,47 | Spojené království Christopher Bates Carl Smith Ian Wilson Stuart Forbes                                                                           | 6:19,13 | Dánsko Richard Biller Michael Djervig Vagn Nielsen Karsten Kobbernagel                                                                      | 6:19,48 |
| Osma LV LM8+                    | Španělsko Alejandro Moya Giné José Manuel Canete Lopez Eulogio Génova Emezabel Carlos Muniesa Ferrero José Crespo Hidalgo Enrique Briones Pérez Victor Llorente Rodriguez Benito Elizalde Etxezarreta José Rojí Blanco (k) | 5:45,05 | Austrálie Brian Digby Paul Harvey Greg Raszyk Richard Hay Peter Antonie Bruce House Ian Jordan Stephen Spurling Graeme Barns (k)                   | 5:46,75 | Dánsko Mikael Espersen Kim Hagsted Ivar Molgaard Leif Jacobsen Søren Hansson Flemming Jensen Jan Christensen Bent Fransson Henrik Kruse (k) | 5:46,86 |

### Ženské disciplíny
| Disciplína                        | Zlato | Čas     | Stříbro | Čas     | Bronz | Čas     |
| Skif W1x                          | Východní Německo Jutta Hampeová-Behrendtová | 3:36,51 | Sovětský svaz Irina Fetisovová | 3:37,79 | USA Virginia Gilderová | 3:39,05 |
| Dvojskif W2x                      | Východní Německo Jutta Schenková-Plochová Martina Schröterová | 3:13,44 | Sovětský svaz Jelena Matijevská Antonina Machinová | 3:14,28 | Rumunská socialistická republika Mărioara Popescu Elisabeta Lipă | 3:15,45 |
| Párová čtyřka s kormidelnicí W4x+ | Sovětský svaz Taťána Baškatovová Olga Kaspinová Jelena Chlopcevová Larisa Popovová Maria Zemskovová-Korotkovová (k)                                                                   | 3:02,48 | Východní Německo Kerstin Kirstová Kerstin Försterová-Pielothová Cornelia Linseivá Sylvia Schwabeová Andrea Rostová (k)                                                                 | 3:04,51 | Bulharská lidová republika Stefka Madinová Teodora Lazarovová Margarita Dobčevová Violeta Ninovová Greta Georgievová (k)                                                                         | 3:10,69 |
| Dvojka bez kormidelnice W2-       | Východní Německo Marita Sandigová-Gaschová Silvia Fröhlichová-Arndtová | 3:26,68 | Rumunská socialistická republika Rodica Arba Elena Horvatová | 3:32,13 | Kanada Patricia Smithová Elizabeth Craigová | 3:33,52 |
| Čtyřka s kormidelnicí W4+         | Východní Německo Claudia Noacková Iris Rudolphová Sigrid Andersová Carola Hornigová-Mieselerová Carola Richterová (k)                                                                 | 3:11,18 | Rumunská socialistická republika Florica Lavricová Maria Fricioiu Chira Apostolová Olga Homeghi Viorica Ioja (k)                                                                       | 3:14,11 | Sovětský svaz Feodosia Kalejnikovová Valentina Semjonovová Světlana Semjonovová Angelina Kaolikauskaite Nina Čeremisinová (k)                                                                    | 3:14,36 |
| Osma W8+                          | Sovětský svaz Sarmīte Stone Lydia Averjanovová Ludmila Konoplevová Marina Studněvová Nina Umanecová Jelena Těrjošinová Natalia Jacenková Jelena Makuškinová Valentina Chochlovová (k) | 2:56,22 | USA Kristen Thorsnessová Patricia Spratlinová Shyril O’Steenová Carolyn Gravesová Carol Bowerová Kristine Noreliusová Janet Harville Harriet Metcalfová Valerie McClainová-Wardová (k) | 2:58,14 | Východní Německo Susann Heinickeová Viola Kestlerová Annekatrin Jageová Karin Metzeová-Ullbrichtová Steffi Götzeltová Carola Licheyová Sabine Portiusová Ramona Heinová Kirsten Strohbachová (k) | 2:59,06 |